# Donji Popovac
Donji Popovac je naselje u Republici Hrvatskoj, u sastavu Grada Slunja, Karlovačka županija. 

## Stanovništvo
Prema popisu stanovništva iz 2001. godine, naselje je imalo 26 stanovnika te 9 obiteljskih kućanstava.

Prema popisu stanovništva 2011. godine naselje je imalo 20 stanovnika.
| broj stanovnika | 96    | 75    | 59    | 102   | 106   | 104   | 90    | 85    | 54    | 57    | 59    | 57    |       |       | 26    | 20    | 12    |
|                 | 1857. | 1869. | 1880. | 1890. | 1900. | 1910. | 1921. | 1931. | 1948. | 1953. | 1961. | 1971. | 1981. | 1991. | 2001. | 2011. | 2021. |